# Seemann
«Seemann» (нім. «Моряк») — другий сингл гурту «Rammstein» з першого альбому «Herzeleid». В основу пісні лягла легенда про Летючий Голландець.

## Відеокліп
Зйомки проходили в Гамбурзі, в занедбаному доці. Крім членів групи в кліпі знялася Анне Міннеманн.

## Живе виконання
Вперше пісню було виконано на новорічному виступі 1994 року в Заальфельді. Потім її виконували практично на кожному виступі «Herzeleid» туру. В «Mutter» та «Reise, Reise» турах пісня не виконувалася. Також ця пісня виконувалась на перших концертах «Liebe ist für alle da»-туру.

## Список треків
1. «Seemann» (Album Version) — 5:00
2. «Der Meister» (Album Version) — 4:10
3. «Rammstein In The House» (Timewriter Remix) — 6:24

## Кавер-версія групи Apocalyptica
Фінський гурт «Apocalyptica», що виконує метал на віолончелях, спільно з Ніною Гаґен записав кавер на пісню «Seemann», який увійшов до альбому «Reflections». Також кавер був випущений разом з синглом 6 жовтня 2003.

### Список треків
1. «Seemann» (Radio Edit) — 4:03
2. «Seemann» (Album Version) — 4:43
3. «Heat» — 3:24

Інші версії містять:
1. «Seemann» (Radio Edit) — 4:03
2. «Faraway» — 3:31